# Сан Надзаро Вал Каварня
Сан Надза̀ро Вал Кава̀рня (на италиански: San Nazzaro Val Cavargna; на ломбардски: San Nazzè, Сан Надзе) е село и община в Северна Италия, провинция Комо, регион Ломбардия. Разположено е на 995 m надморска височина. Населението на общината е 297 души (към 2018 г.).